# Crockett Gillmore
Crockett Allen Gillmore (Amarillo, 16 novembre 1991) è un giocatore di football americano statunitense che gioca nel ruolo di tight end per i Baltimore Ravens della National Football League (NFL). Fu scelto nel corso del terzo giro (99º assoluto) del Draft NFL 2014. Al college ha giocato a football all'Università Statale del Colorado con i Rams.

## Carriera professionistica

### Baltimore Ravens
Gillmore fu scelto dai Baltimore Ravens nel corso del terzo giro del Draft 2014. Debuttò come professionista subentrando nella gara della settimana 1 contro i Cincinnati Bengals. Il primo touchdown in carriera e l'unico della sua prima stagione regolare lo segnò nella settimana 9 contro Pittsburgh. Tornò a segnare contro gli stessi Steelers nel primo turno di playoff quando ricevette da Joe Flacco nel quarto periodo il touchdown da 21 yard che permise a Baltimore di prendere il largo, andando a vincere per 30-17.

## Statistiche
| Partite totali      | 15  |
| Partite da titolare | 1   |
| Ricezioni           | 10  |
| Yard ricevute       | 121 |
| Touchdown           | 1   |

Statistiche aggiornate alla stagione 2014